# بلدنویل (ویسکانسین)
بلدنویل (به انگلیسی: Beldenville) یک منطقهٔ مسکونی در ایالات متحده آمریکا است که در تریمبله واقع شده‌است. بلدنویل ۲۹۹٫۰۱ متر بالاتر از سطح دریا واقع شده‌است.